# 보로네시 전투 (1942년)
보로네시 전투는 1942년 동부 전선의 청색 작전 당시 돈강 유역의 전략적 요충지인 보로네시(모스크바 남쪽 450km)를 둘러싸고 나치 독일과 소련이 벌인 전투로 니콜라이 바투틴의 남서부 전선군 휘하 제40군이 담당하던 벨리키예-로스소시 방어전의 일부였다.

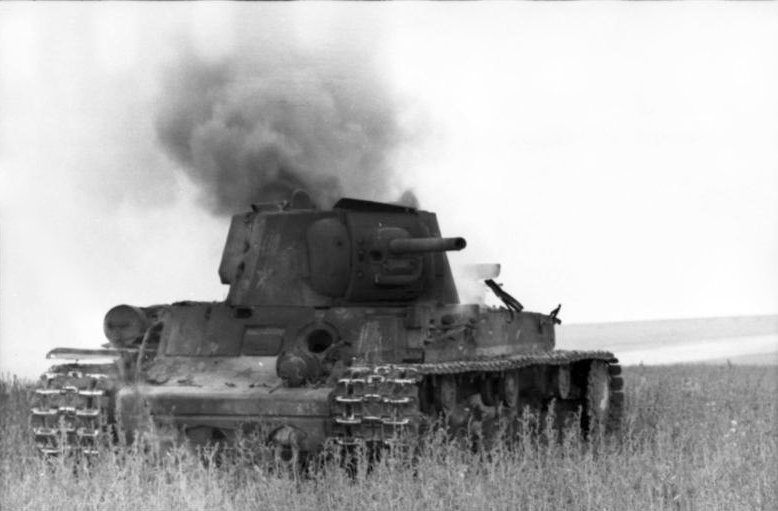
보르네시 근처에서 파괴된 소련군의 KV-1 중전차

헤르만 호트 휘하의 남부 전선군, 4 기갑 사단은 7월 6일 서쪽 강둑을 점령했으나 소련군의 역습을 방어해야 했고 6 군을 따라 스탈린그라드로 진군했다. 이후 스탈린그라드를 향하는 B집단군의 초기 진격은 매우 순조로워 히틀러는 이에 소속된 제4기갑군이 코카서스로 동진하는 A 집단군에 합류하도록 명령했다. 이는 6군과 4기갑군이 같은 도로를 사용하게 되어 지역의 부족한 도로 사정과 맞물려 대규모의 교통 정체를 야기했으며 결국 이 지연은 매우 길어서 적어도 1주간의 진격이 지체되었다. 이렇게 되자 히틀러는 다시 마음을 바꿔 다시 4기갑군에게 스탈린그라드 공략에 합류하도록 명령했다.

## 참고
- Glantz, David M. & House, Jonathan (1995), When Titans Clashed: How the Red Army Stopped Hitler, Lawrence, Kansas: University Press of Kansas, ISBN 0-7006-0899-0.